# Kanton Callas
Der Kanton Callas war bis 2015 ein französischer Wahlkreis im Arrondissement Draguignan, im Var und in der Region Provence-Alpes-Côte d’Azur; sein Hauptort war Callas. Vertreter im Generalrat des Départements war zuletzt von 1992 bis 2015 Pierre-Yves Collombat (PS).
Der Kanton Callas war 203,39 km² groß und hatte (1999) 6.411 Einwohner, was einer Bevölkerungsdichte von 31 Einwohnern pro km² entsprach. Er lag im Mittel 428 Meter über Normalnull, zwischen 60 Meter in Callas und 1089 Meter in Bargemon.

## Gemeinden
Der Kanton bestand aus sechs Gemeinden:
| Gemeinde      | Einwohner Jahr | Fläche km² | Bevölkerungsdichte | Code INSEE | Postleitzahl |
| ------------- | -------------- | ---------- | ------------------ | ---------- | ------------ |
| Bargemon      | 1.539 (2013)   | 35,14      | 44 Einw./km²       | 83011      | 83830        |
| Callas        | 1.836 (2013)   | 49,26      | 37 Einw./km²       | 83028      | 83830        |
| Châteaudouble | 457 (2013)     | 40,91      | 11 Einw./km²       | 83038      | 83300        |
| Claviers      | 652 (2013)     | 15,9       | 41 Einw./km²       | 83041      | 83830        |
| Figanières    | 2.594 (2013)   | 28,17      | 92 Einw./km²       | 83056      | 83830        |
| Montferrat    | 1.459 (2013)   | 34,01      | 43 Einw./km²       | 83082      | 83131        |